# Charles McGee (pilote)
Pour les articles homonymes, voir McGee.
Charles McGee, né le 7 décembre 1919 à Cleveland (Ohio) et mort le 16 janvier 2022 à Bethesda (Maryland), est un pilote de chasse américain qui s'illustre au sein des Tuskegee Airmen pendant la Seconde Guerre mondiale, puis pour ses nombreuses victoires aériennes lors des guerre de Corée et guerre du Viêt Nam.

## Biographie

### Jeunesse et formation
Charles Edward McGee est le fils de Lewis Allen (en) et de Ruth Elizabeth Lewis. Après ses études secondaires à la DuSable High School de Bronzeville, il entre à l'université d'Illinois.

### Carrière militaire
McGee, qui a rejoint l'armée américaine le 26 octobre 1942 est, en juin 1943, « l'un des premiers pilotes diplômés de l'institut Tuskegee »,. Effectuant sa première mission de guerre le 14 février 1944, au sein du 332d Fighter Group (en) basé en Italie, il est le seul pilote de chasse américain, avec 409 missions de combat à son actif, à voler lors de plus de 100 missions dans chacun des conflits suivants : Seconde Guerre mondiale, guerre de Corée, guerre du Viêt Nam.

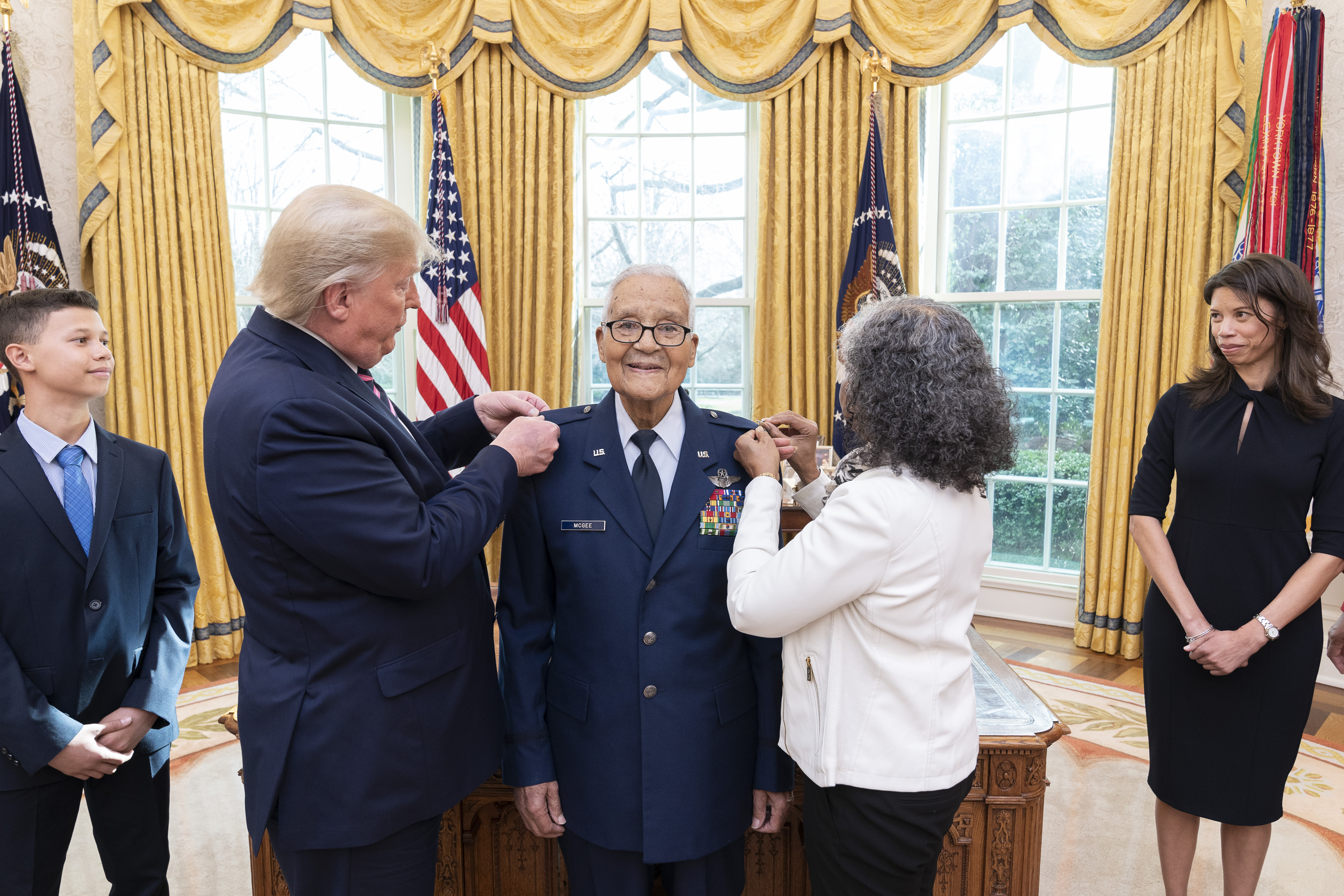
Le président Donald Trump décorant Charles McGee des insignes du rang de brigadier général, dans le Bureau ovale, en 2020.

En 1972, il est nommé commandant de la base aérienne Richard-Gebaur dans le Missouri, devenant ainsi le premier commandant afro-américain d'une escadre de l'US Air Force. Le 31 janvier 1973, il prend sa retraite de l'armée avec le grade de colonel.
De 1983 à 1985, puis de 1998 à 2002 il assure la présidence de l'association Tuskegee Airmen Inc,.
En 2019, sur une initiative du sénateur Chris Van Hollen, le Sénat des États-Unis vote à unanimité un projet de loi pour qu'il soit promu au grade de brigadier général,,,.
Au cours de sa carrière, McGee pilote les avions suivants : Bell P-39 Airacobra, Republic P-47 Thunderbolt, North American B-25 Mitchell, Lockheed F-80 Shooting Star, Northrop F-89 Scorpion et McDonnell Douglas F-4 Phantom II.
Charles McGee décède le 16 janvier 2022 à l'âge de 102 ans.

## Prix et distinctions

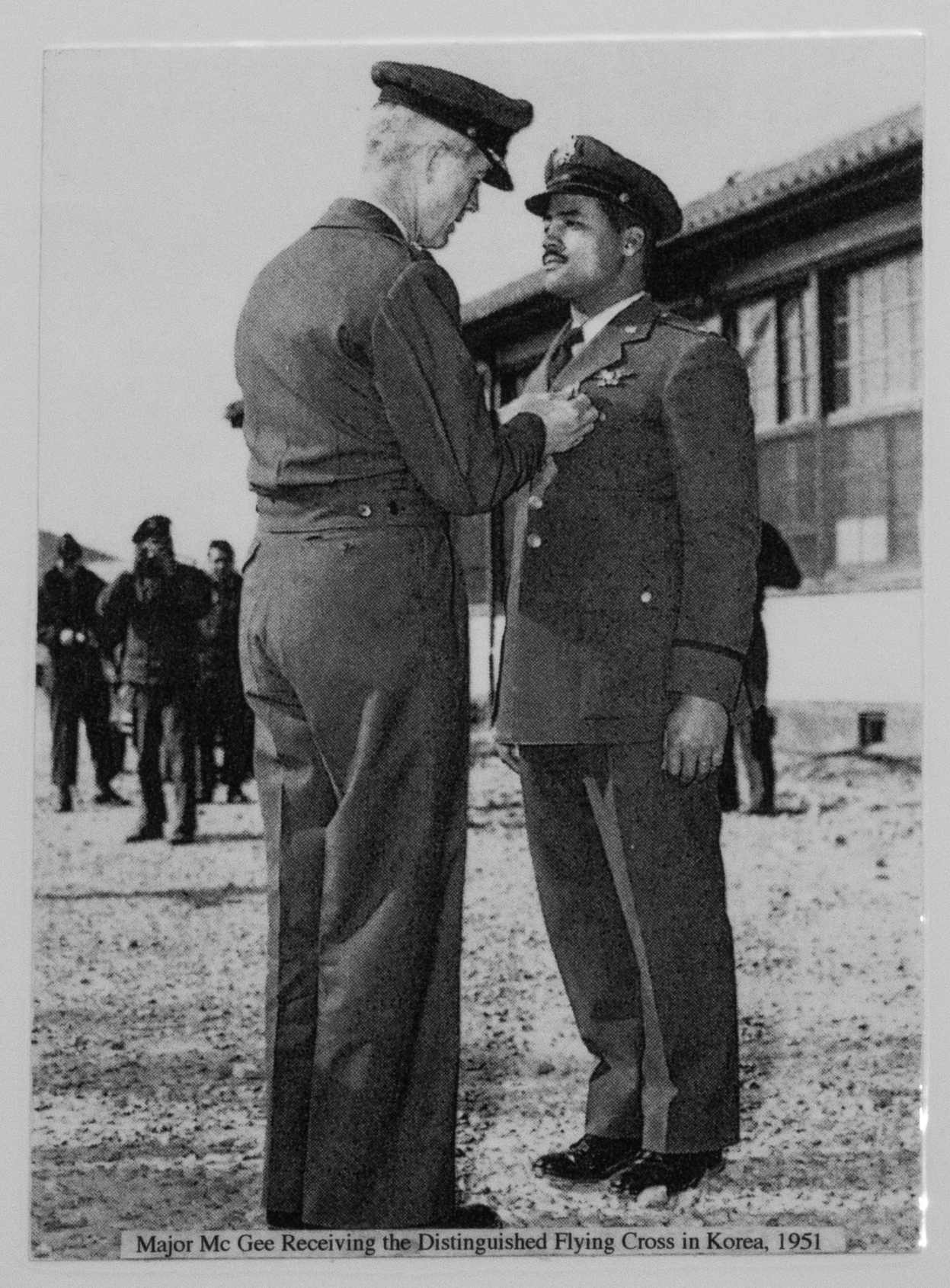
Le major McGee décoré de la Distinguished Flying Cross en 1951 en Corée.

Charles McGee est le récipiendaire de plusieurs médailles militaires ou civiles comme :
- Legion of Merit[14]
- Bronze Star Medal
- Distinguished Flying Cross (États-Unis)[15]
- Congressional Gold Medal (Tuskegee Airmen) [16]

- 2010 : lauréat du Distinguished Eagle Scout Award décerné par la National Eagle Scout Association (en)[17],[18].
- 2011 : inscription au National Aviation Hall of Fame[3] ;
- 2018 : célébration de ses 99 ans en Virginie[19] ;
- 2019 : le Sénat attend la ratification par le président Donald Trump de la loi élevant Charles E. McGee au grade de brigadier général[20],[21];
- 2020 : âgé de tout juste 100 ans, le 4 février, il est promu au rang de brigadier général[22] et salué par Trump dans son discours sur l'état de l'Union du même jour, au cours duquel ledit président le fait ovationner en tenue de militaire étoilé en tribune[23].